# Пјано дел Карпине II (Салерно)
Пјано дел Карпине II је насеље у Италији у округу Салерно, региону Кампанија.
Према процени из 2011. у насељу је живело 12 становника. Насеље се налази на надморској висини од 117 м.